# 16e cérémonie des Victoires de la musique
 (avril 2025).
La 16e cérémonie des Victoires de la musique a lieu le 17 février 2001. Elle est  présentée par Jean-Luc Delarue et Frédérique Bedos.

## Palmarès
Les gagnants sont indiqués ci-dessous en tête de chaque catégorie et en caractères gras.

### Artiste interprète masculin

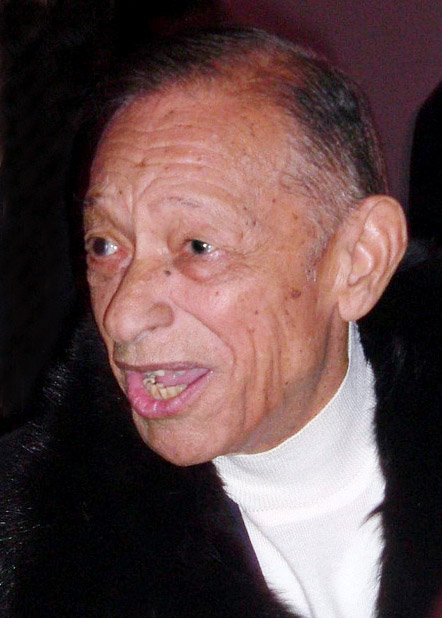
Henri Salvador, artiste masculin de l'année

- Henri Salvador
  - Patrick Bruel
  - Étienne Daho
  - Johnny Hallyday
  - Pascal Obispo

### Groupe ou artiste interprète féminine

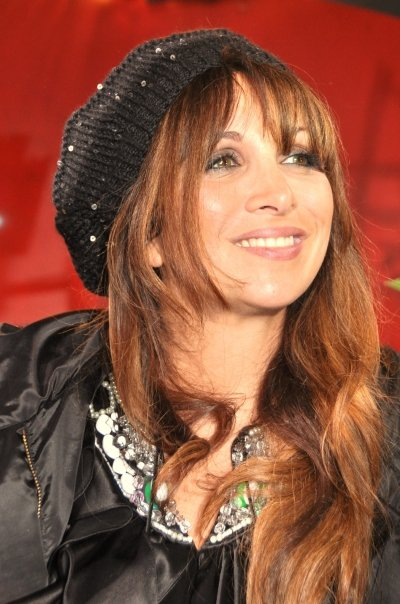
Hélène Ségara, artiste féminine de l'année

- Hélène Segara
  - Mylène Farmer
  - Françoise Hardy
  - Lynda Lemay
  - Rita Mitsouko

### Album de variétés, Pop
- Chambre avec vue d'Henri Salvador
  - Cool Frénésie de Rita Mitsouko
  - Corps et armes d'Étienne Daho
  - Embarquement immédiat de Claude Nougaro
  - Marcher dans le sable de Gérald de Palmas

### Chanson originale
- L'Envie d'aimer de Daniel Levi
  - Café des Délices de  Patrick Bruel
  - J'en rêve encore de Gérald de Palmas
  - Jardin d'hiver de Henri Salvador
  - Le Baiser d'Alain Souchon

### Groupe ou artiste Découverte

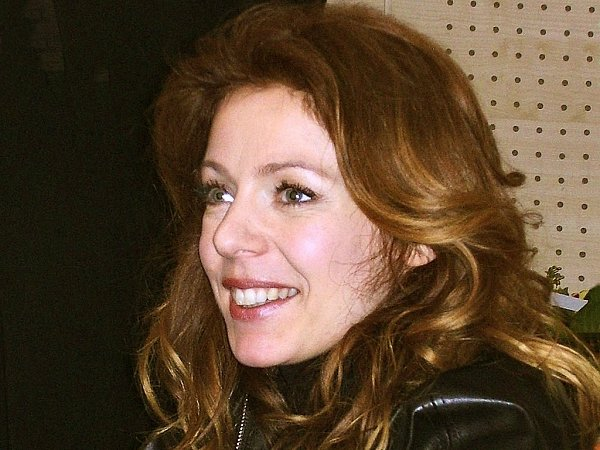
Isabelle Boulay, artiste découverte de l'année

- Isabelle Boulay
  - Assia
  - Saez
  - Saïan Supa Crew

### Groupe ou artiste Découverte Scène
- St Germain
  - Calogero
  - Les Elles
  - Saez
  - Saïan Supa Crew

### Album découverte
- Mieux qu'ici-bas d'Isabelle Boulay
  - Faux mouvement d'Autour de Lucie
  - Gourmandises d'Alizée
  - La biographie de Luka Philipsen de Keren Ann
  - Seul de Garou

### Album rock
- Comme on a dit de Louise Attaque
  - Gratte poil des Têtes Raides
  - Vierge de FFF

### Album rap, reggae ou groove
- Je fais c'que j'veux de Pierpoljak
  - Le poisson rouge de Disiz la Peste
  - Tout c'qu'on a… de Sinsemilia

### Album de musiques traditionnelles et musiques du monde
- Made in Medina de Rachid Taha
  - ERA 2 de Era
  - Ivri de Denez Prigent
  - Joko de Youssou N'Dour
  - Spirit de Geoffrey Oryema

### Album de musiques électroniques, Techno ou Nouvelles Tendances
- Tourist de St Germain
  - Champs-Élysées de Bob Sinclar
  - Production de Mirwais

### Album de chansons pour enfants
- Du soleil de Henri Des
  - Attrapez-les tous de  Pokémon
  - Enchantée de Carmen Campagne
  - Le Ramoneur rouge de Steve Waring
  - Les fabulettes de Anne Sylvestre

### Album original de musique de cinéma ou de télévision
- Virgin suicides d'Air
  - Comme un aimant de  Akhenaton et Bruno Coulais
  - Taxi 2 de Akhenaton, Shurik'N, Olivier"Akos"Castelli, DJ Ralph et DJ Sya St

### Vidéo-clip
- Am I wrong d'Etienne de Crecy
  - You are my high de Demon
  - Puisque vous partez en voyage de Françoise Hardy Jacques Dutronc

### Spectacle musical / tournée / concert
- Johnny Hallyday
  - Charles Aznavour
  - Mylène Farmer
  - Patrick Bruel
  - Les Dix Commandements

## Artistes à nomination multiple
- Henri Salvador (3)
- Patrick Bruel (3)
- Isabelle Boulay (2)
- Étienne Daho (2)
- Johnny Hallyday (2)
- Mylène Farmer (2)
- Françoise Hardy (2)
- Rita Mitsouko (2)
- Gérald de Palmas (2)
- Saez (2)
- St Germain (2)
- Saïan Supa Crew (2)

## Artistes à récompenses multiples
- Henri Salvador (2)
- Isabelle Boulay (2)
- St Germain (2)